# Lent d'Einzel

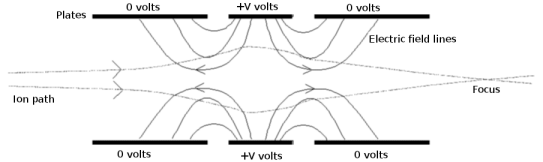
Implementació d'una lent de Einzel exposada en el camí del ió. Sis plaques paral·leles a la ruta de vol de l'ió amb la placa mitjana en un potencial particular.

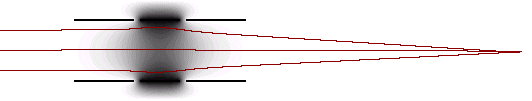
Aquesta imatge mostra una simulació del camí que segueixen els ions quan viatgen per una lent d'Einzel. La massa de l'ió és 200 kDa accelerada a 40kV, el potencial de la placa mitjana és de 200 V i la mida de la placa és 1 m (aquests són ajustaments molt grans que serveixen per demostrar fàcilment l'efecte, però no són ajustos pràctics).

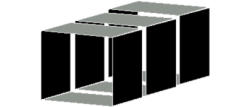
Representació en perspectiva d'una lent d'Einzel

La lent d'Einzel és una lent que s'utilitza en òptica de ions per centrar els ions en vol mitjançant la manipulació de la intensitat del camp elèctric del camí dels ions. Es compon de tres o més conjunts de prismes en sèrie, que poden ser de forma cilíndrica o rectangular, al llarg d'un eix. A causa de la seva forma prismàtica, consta de quatre parts; cada parell de plaques que estan cara a cara entre si estan dissenyades per desviar els ions a mesura que les travessen.